# Kenneth Noland
Kenneth Noland (Asheville, North Carolina, 10 april 1924 - Port Clyde, Maine, 5 januari 2010) was een Amerikaanse abstracte schilder.

## Leven en werk
Noland wordt gezien als een van grootste uitdragers van Colorfield Painting; een generatie naoorlogse Amerikaanse schilders die het beschilderde doek van het schilderij ultiem plat wilden houden, evenals Ellsworth Kelly. Veel werken van Noland hebben een cirkelvorm. Hij studeerde bij Josef Albers die hem sterk heeft beïnvloed in de werking van kleurvlakken. Na 1960 ontwikkelde zijn schilderkunst zich naar het minimalisme. Hij wilde elke vorm van optische illusie van ruimte of van compositie uit zijn schilderkunst verbannen; voorbeeld hiervan zijn de meterslange 'Stripings'.
In 1964 vulde Noland het halve Amerikaanse paviljoen op de Biënnale van Venetië.
Noland overleed op 5 januari 2010 op 85-jarige leeftijd aan de gevolgen van kanker.